# Александер, Уильям, 1-й граф Стерлинг
Уи́льям Алекса́ндер (англ. William Alexander; ок. 1577 — 12 сентября 1640) — шотландский дворянин, поэт, родоначальник шотландской колонизации Северной Америки. С 1633 года — граф Стерлинг.
Уильям Александер происходил из небогатой дворянской семьи из Стерлингшира. Окончив Университет Глазго, он отправился в путешествие по Европе в компании его родственника графа Аргайла, который позднее ввел Александера в королевский двор Шотландии. Довольно быстро Уильям Александер получил известность в шотландском обществе и обратил на себя внимание короля Якова VI благодаря своим поэтическим сочинениям («Трагедия Дария», «Крёз», «Аврора», «Александрийская трагедия», «Юлий Цезарь»).
После восшествия Якова VI на престол Англии в 1603 году, Уильям Александер вошёл в состав ближайшего окружения короля, а в 1609 году был возведён в рыцарское достоинство. К 1612 году относится его «Элегия на смерть принца Генри», посвященная памяти старшего сына и наследника Якова VI — Генри Стюарта, — неожиданно умершего от тифа. Александер также стал соавтором Якова VI в создании «Псалмов короля Давида», прекрасного перевода библейских текстов, ставших украшением протестантского богослужения. Поэтические таланты Александера были высоко расценены крупнейшим шотландским поэтом того времени, Уильямом Драммондом.
В 1615 году Уильям Александер вошёл в состав Тайного совета Шотландии и представлял шотландские интересы при английском дворе короля. Будучи патриотом своей страны и следя за возникновением колониальной системы у Англии, Александера выступил с идеей основания на американском континенте шотландской колонии. Эта идея была горячо поддержана королём Яковом. Первоначально планировалось создание поселений на северо-западном побережье Ньюфаундленда, которое даже было названо «Александрией» в честь Уильяма. Однако затем была выбрана территория к северу от колоний Новой Англии, вдоль побережья Атлантического океана. 21 сентября 1621 года Яков VI утвердил патент на основание колонии Новая Шотландия, передаваемой в собственность Уильяма Александера.
В 1622—1623 годах Александер снарядил две экспедиции для основания поселений в Новой Шотландии, однако отсутствие опыта и неготовность шотландцев к эмиграции в Америку не позволили создать сколько-нибудь постоянного поселения. Стремясь расширить интерес к колонии, Александер в 1624 году опубликовал памфлет «Поощрение колоний», в котором он рекламировал красоты и богатства новых земель. Кроме того, по предложению Александера король Яков VI объявил о введении титула баронета Новой Шотландии, который мог получить любой шотландский дворянин, если он обеспечивал отправку в Новую Шотландию не менее шести колонистов с инструментами, одеждой и питанием на два года, или уплачивал Уильяму Александеру взнос в размере 3000 шотландских марок на развитие колонии. Первоначально интерес к новому титулу был незначительным. Однако после назначения Александера в 1626 году государственным секретарём Шотландии процесс сбора средств на создание колонии ускорился. К 1631 году шотландцами было приобретено 85 титулов баронета.
Помимо проблем с привлечением колонистов новая колония столкнулась с претензиями Франции на эту территорию. В 1629 году англо-шотландские войска захватили французскую крепость Порт-Роял, которая была передана под управление колониальной администрации Новой Шотландии. В Порт-Рояле было, наконец, основано постоянное шотландское поселение, во главе которого встал старший сын Уильяма Александера. Однако судьба колонии была решена на переговорах между Англией и Францией: согласно Сузскому миру 1629 года территория Новой Шотландии подлежала передаче Франции. Переговоры о передаче затянулись и лишь в 1632 году Уильям Александер согласился на ликвидацию шотландского поселения и возвращения Порт-Рояла Франции.
Крах колониальных планов Александера серьёзно подорвал его финансовое положение. До конца своей жизни Уильям сохранял свои позиции при королевском дворе и пост государственного секретаря Шотландии, а в 1633 году был возведён в титул графа Стерлинга. Однако участие Александера в епископальной политике короля Карла I привело к потере графом поддержки шотландского общества. В 1640 году Уильям Александер скончался в Лондоне, оставив своему наследнику огромные долги и пустой титул.